# Segorbe
Segorbe – gmina w Hiszpanii, w prowincji Castellón, we wspólnocie autonomicznej Walencja, o powierzchni 106,08 km². W 2011 roku liczyła 9291 mieszkańców.